# Lestes amicus
Espèce
Statut de conservation UICN

 LC  : Préoccupation mineure
Lestes amicus est une espèce de demoiselles de la famille des Lestidae.

## Répartition
On le trouve en Afrique du Sud, Angola, Botswana, Malawi, Mozambique, Tanzanie, Zambie, Zimbabwe et peut-être en République du Congo et en République démocratique du Congo.

## Habitat
Ses habitats naturels sont les forêts tropicales ou subtropicales humides de plaine, les broussailles sèches subtropicales ou tropicales, zones arbustives subtropicales ou tropicales humides, les rivières, les rivières intermittentes et les zones humides arbustives.